# Ядрено гориво
Ядрено гориво е всеки материал, който може да бъде използван за производството на ядрена енергия, по аналогия с химическото гориво, което отделя енергия при изгаряне. Най-обичайният вид ядрено гориво са тежките радиоактивни елементи, които могат да бъдат накарани да претърпят верижна реакция на ядрен разпад в ядрен реактор; ядрено гориво може да се отнася както за материала, така и за веществени обекти (например горивни пръти), направени от горивния материал, който може да е смесен с подсилващи вещества, неутронни забавители или неутронни отражатели. Най-често срещаните разпадащи се ядрени горива са уран-235 и плутоний-239.
Ядреното гориво невинаги се използва в реактори с верижен разпад. Например, плутоний-238 и някои други елементи се използват за производството на малки количества ядрена енергия чрез радиоактивен разпад в радиоизотопни термогенератори генератори и други видове. Леки изотопи като тритий се използват като гориво за ядрен синтез.
Ядреното гориво са вещества, съдържащи изотопите на някои тежки елементи, които се делят при взаимодействие с неутрони. Вследствие се освобождава енергия, възпроизвеждат се свободните неутрони и е възможно осъществяването на верижна реакция на делене. Под въздействието само на бързи неутрони може да се дели U-238, но той няма самостоятелно значение като ядрено гориво, тъй като само с него не може да се осъществи верижна реакция. Изотопите U-238 и Th-232 поглъщат неутрони, при което се получват два нови делящи се изотопа – Pu-239 и U-233, поради което те се наричат възпроизвеждащи се материали (ядрена суровина). Специалните особености на ядреното гориво са неговото високо енергоотделяне и това, че не изгаря напълно, както е при конвенционалните горива, тъй като е необходимо запазването на критична маса (един разделен неутрон предизвиква отделянето на точно един неутрон).

## Съхранение
Ядреното гориво се съхранява в специализирани контейнери, които са механично подсилени и имат вътрешни стени от олово. Радиоактивността на неупотребеното ядрено гориво е по-ниска в сравнение с тази на горивото от активната зона на реактора и на отпадъчния материал.